# Charles Soret
Charles Soret (Ginevra, 1853 – 1904) è stato un fisico svizzero.
Figlio di Jacques-Louis Soret e docente all'università di Ginevra dal 1887, nel 1879 scoprì l'effetto Soret.